# 539
Раннє Середньовіччя. У Східній Римській імперії триває правління Юстиніана I. Імперія веде війну з Остготським королівством за Апеннінський півострів. Франкське королівство, розділене на частини між синами Хлодвіга. Іберію займає Вестготське королівство, у Тисо-Дунайській низовині лежить Королівство гепідів. В Англії розпочався період гептархії.
У Китаї період Північних та Південних династій. На півдні править династія Лян, на півночі — Східна Вей та Західна Вей. В Індії правління імперії Гуптів. В Японії триває період Ямато. У Персії править династія Сассанідів.
На території лісостепової України в VI столітті виділяють пеньківську й празьку археологічні культури. VI століття стало початком швидкого розселення слов'ян. У Північному Причорномор'ї співіснують різні кочові племена, зокрема гуни, сармати, булгари, алани, авари.

## Події
- Продовжується війна за Італію між візантійцями та остготами. Остготи з допомогою бургундів після довгої облоги взяли Медіолан. Візантійський гарнізон здався і йому зберегли життя, місцеве населення вирізали, Прокопій Кесарійський пише, що загинуло 300 тис. людей.
- Візантійський полководець Велізарій продовжує облогу Равенни. Водночас він домовився з Теодебертом I про повернення франків у Галлію.
- Візантійський імператор Юстиніан I починає бентежитися загрозою Константинополю з боку слов'ян, булгар, гепідів та аварів.
- Королем лангобардів після вбивства Вако став Валтарій.

## Народились
- Хильперік I, король Нейстрії.